# 經濟成本
經濟成本是任何個體對有價值的商品或商業活動付出的總成本。

成本分為顯性成本和隱性成本兩種，經濟成本為顯性成本加隱性成本，有時會計成本稱為顯性成本，將機會成本稱為隱性成本。
顯性成本要考慮的因素是金錢、時間和其他資源的成本，而經濟學家使用經濟成本是為了比較不同方案所產生的預期收益或損失。
計算經濟成本能讓經濟學家更準確的判斷總成本，因為包含了機會成本。